# Энергетика Азербайджана
Топливно-энергетический комплекс Азербайджана включает три ключевых сектора: нефтяной, газовый и электроэнергетику.
В соответствии с данными сайта EES EAEC суммарные запасы энергоносителей страны на декабрь 2015 года оцениваются в размере 2,801 млрд тонн у.т. (в угольном эквиваленте). В структуре запасов на сырую нефть приходится 52,9 %, природный газ — 47,1 % .

В 2015 году общее потребление энергии в стране составило 14,5 миллионов тонн нефтяного эквивалента. В 2016 году это число осталось стабильным — 14,5 миллионов. Это число можно разделить на следующие составляющие: потреблении нефтяной энергии составляло 4,5 миллионов тонн, газовой энергии — 9,6 миллионов, гидроэнергии — 0,4 миллионов тонн нефтяного эквивалента.

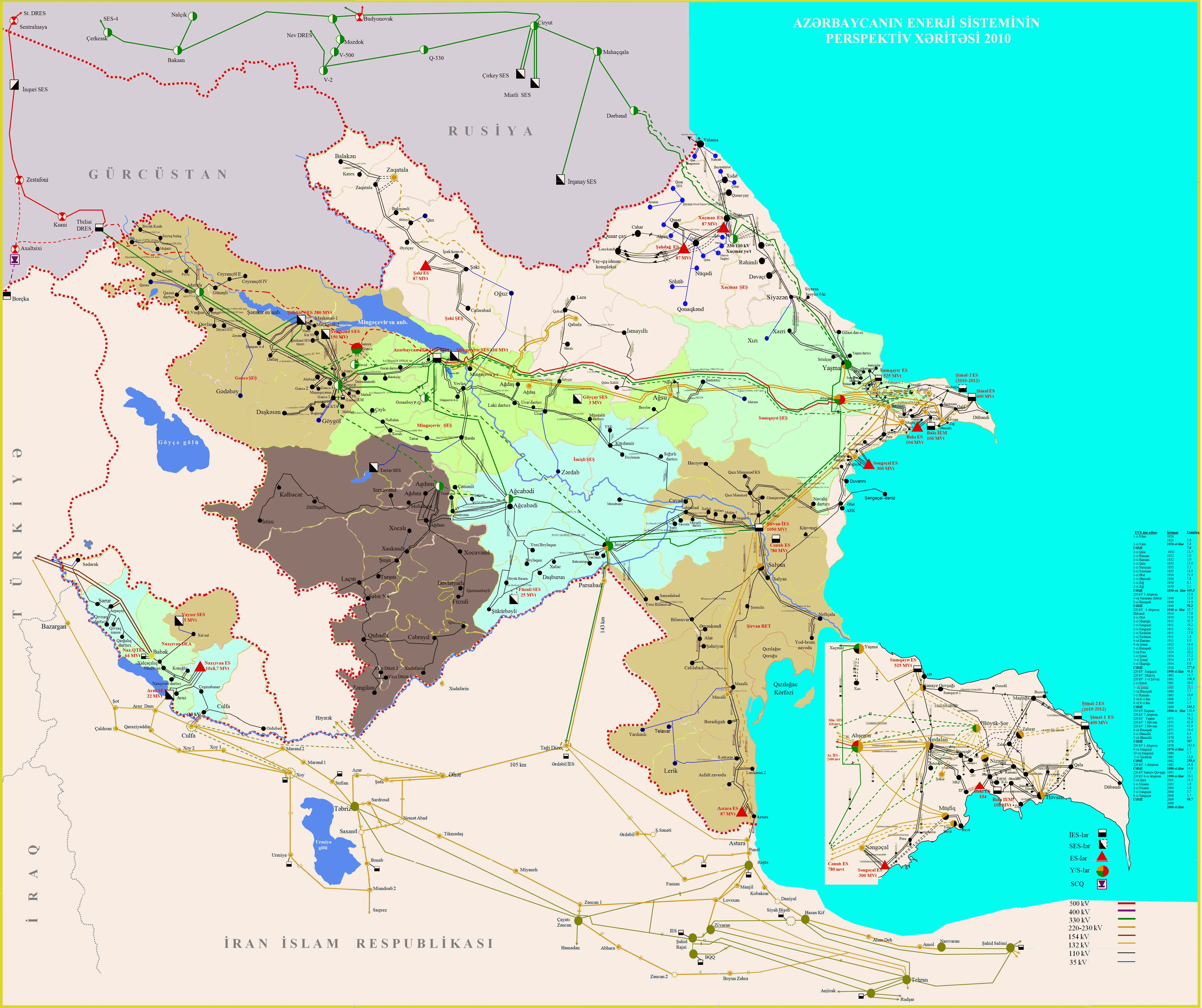
Карта энергетической системы Азербайджанской Республики

## Нефть
Азербайджан обладает крупными нефтяными запасами. Эксплуатация нефтяных месторождений на территории Азербайджана началась ещё в середине XIX века. На начало 2015 года суммарный объём известных нефтяных месторождений составил 7 миллиардов баррелей. Средняя ежедневная добыча нефти в 1998 году составила 194 тысячи баррелей, в 2004 году — 318 тысяч баррелей, в 2015 году — около 860 тысяч баррелей.
В 1994 году, на момент подписания «Контракта века», разведанные запасы составляли 511 млн/ тонн. В 1996 году запасы нефти были оценены официальными источниками в 1,2 млрд/ баррелей. В конце 2006 эти показатели выросли до 7 млрд/ баррелей, и в конце 2016 запасы были стабильно оценены в 7 млрд/ баррелей. На 2016 год общие запасы нефти Азербайджана оценивались в 0,4 % от общих мировых запасов.
В 2014 году по оценке Госнефтекомпании Азербайджана запасы нефти на блоке Азери-Чираг-Гюнешли составляли 2 млрд тонн, из которых 1,2 млрд тонн являются извлекаемыми. В 2018 году ГНКАР оценивала их в 1,5 млрд тонн, указывая, что прогнозируемые запасы насчитывают около 2 млрд тонн.
Производство нефти продолжало расти до 2010 года, когда количество производимой нефти составляло 1023 тысячи баррелей в день (50,8 млн тонн в год). Начиная с 2010 года, производство начало уменьшаться, и в 2016 году достигло 826 тысяч баррелей в день (41 млн тонн в год), что составило 0,9 % мировой добычи. Потребление нефти в Республике, наоборот, уменьшалось до 2010 года — 71 тысяч баррелей в день (3,2 млн тонн в год). Потребление начало возрастать с 2010 года, и с 2014 до 2016 года держится стабильно на 99 тысячах баррелей в день (4,6 млн тонн в год), что составляет 0,1 % общего потребления нефтяной энергии в мире.
| Год        | 2000   | 2001   | 2002   | 2003   | 2004   | 2005   | 2006   | 2007   |
| ---------- | ------ | ------ | ------ | ------ | ------ | ------ | ------ | ------ |
| Количество | 14 017 | 14 909 | 15 334 | 15 381 | 15 549 | 22 214 | 32 268 | 42 598 |

| Год        | 2008   | 2009   | 2010   | 2011   | 2012   | 2013   | 2014   | 2015   | 2016   |
| ---------- | ------ | ------ | ------ | ------ | ------ | ------ | ------ | ------ | ------ |
| Количество | 44 514 | 50 416 | 50 838 | 45 626 | 43 375 | 43 457 | 42 076 | 41 628 | 41 050 |

## Природный газ
В начале 2020-х годов добыча природного газа стала играть важную роль в энергетике страны.
Запасы
До 2011 года запасы газа в азербайджанском секторе Каспийского моря оценивались от 0,9 трлн м3 до 1,3 трллн. м3. Прогнозируемые запасы оценивались в 3 трлн м3 газа.
12 июня 2012 года Хошбахт Юсифзаде, первый вице-президент ГНКАР заявил, что доказанные запасы природного газа составляют 10 млрд тонн нефтяного эквивалента, при этом, прогнозируемые запасы оцениваются в 6 трлн м3.
Согласно статистике BP, запасы природного газа в Азербайджане на 2006 год составляли 0,9 трлн м3. В 2016 году запасы газа выросли до 1,1 трлн м3. Это составляет 0,6 % мировых запасов природного газа.
На начало 2016 года доказанный объём природного газа известных газовых месторождений в Азербайджане составил 2,5 трлн м3.
Открытые газовые месторождения Азербайджана:
- Газовое месторождение «Умид» Открыто в 2010 году. Содержит 200 млрд м3 природного газа
- Газовое месторождение «Апшерон» Открыто в 2011 году. Содержит около 350 млрд м3 газа
- Газовое месторождение «Бабак», расположенного рядом с месторождением «Абшерон» Оценивается в 400 млрд кубометров.
- Газовое месторождение «Шафаг-Асиман» Запасы составляют 300 млрд кубометров[12].
- Газовое месторождение «Шах-Дениз» Запасы оцениваются в 1,2 трлн кубометров природного газа[13].

Добыча
Производство природного газа растёт, с незначительными изменениями в трендах в 2010—2012 г.г.
В 2007 году было добыто 11 млрд кубометров газа. Годовой прирост по отношению к добыче в 2006 году составил 61 %.
За 2011 год было добыто около 17,66 млрд кубометров природного газа. За 2015 год — 29,74 млрд кубометров. В 2016 году производство составляло 17,5 млрд кубометров (15,7 миллионов тонн нефтяного эквивалента). Прирост производства с 2005 по 2015 год составляет 13,2 %.
| Год        | 2000  | 2001  | 2002  | 2003  | 2004  | 2005  | 2006  | 2007   |
| ---------- | ----- | ----- | ----- | ----- | ----- | ----- | ----- | ------ |
| Количество | 5 642 | 5 535 | 5 144 | 5 128 | 4 995 | 5 732 | 9 076 | 16 850 |

| Год        | 2008   | 2009   | 2010   | 2011   | 2012   | 2013   | 2014   | 2015   | 2016   |
| ---------- | ------ | ------ | ------ | ------ | ------ | ------ | ------ | ------ | ------ |
| Количество | 23 399 | 23 598 | 26 312 | 25 728 | 26 796 | 29 245 | 29 555 | 29 175 | 29 331 |

Потребление
Тренды потребления природного газа не постоянны. В 2016 году потребление составило 10,4 млрд кубометров, что составило 0,3 % от общего потребления в мире.
В 2022 году на производство электроэнергии было израсходовано 5 494 млн м3 природного газа.
Планируется к 2026 году ввести в эксплуатацию 1,8 ГВт мощности альтернативной энергии, что должно снизить потребление газа для производства электроэнергии на 1 млрд м3.
Экспорт
10 марта 2016 года министр энергетики Азербайджана Натиг Алиев заявил, что страна обладает достаточными запасами сырья, чтобы обеспечить поставки природного газа по Южному газовому коридору. Первичная стадия проекта предусматривает ежегодные поставки в Европу 10 млрд кубометров газа.
В 2019 г. началась подготовка к увеличению мощности газопровода в Юго-Восточную Европу с 16 до 31 миллиарда кубометров в год.

## Электроэнергетика

Электрическая подстанция Агдаш Май 2014

## Гидроэнергетика
См. также Список гидроэлектростанций Азербайджана
В 2021 году мощность гидроэнергетики составила 1 152 МВт.
В рамках восстановления освобождённых территорий на данных территориях «Азерэнержи» ведёт строительство энергетических станций. На май 2025 года на данной территории сданы в эксплуатацию 38 малых ГЭС суммарной мощностью 307 мегаватт. Гидроэлектростанции экономят до 200 млн м3 природного газа и предотвращают выбросы в атмосферу до 400 тысяч тонн углекислого газа.
На реке Охчучай в Зангеланском районе построен каскад гидроэлектростанций из четырёх ГЭС суммарной мощностью 42 МВт - по 10,5 МВт каждая. В 2023 году введены в эксплуатацию ГЭС «Джахангирбейли», ГЭС «Сарыгышлаг». 18 мая 2024 года введены в эксплуатацию ГЭС «Зангилан» и «Шайыфлы» данного каскада.
2 сентября 2024 года введены в строй малые гидроэлектростанции «Зар» на реке Зар в Кельбаджарском районе мощностью 4,3 МВт и «Тоганалы» на реке Кюрекчай в Гёйгёльском районе мощностью 4,1 МВт.

## Возобновляемая энергия
В 2021 году мощность возобновляемой энергетики составляла 1 308 МВт. На июнь 2024 года мощность возобновляемой энергетики достигла 1 748,6 МВт, составив 20,86 % от общей мощности электроэнергии.
Потенциал выработки электроэнергии из возобновляемых источников энергии на суше в Азербайджане составляет солнечными станциями — 23 000 мегаватт, ветряными — 3 000 мегаватт, био — 280 мегаватт, гидростанциями — 530 мегаватт. Потенциал ветровой энергии в азербайджанском секторе Каспийского моря составляет 157 гигаватт.
Азербайджан стремится снизить зависимость внутреннего потребления от нефти и газа. В мае 2022 года компания BP представила план по декарбонизации Азербайджана. К 2030 году планируется получать 30 % электроэнергии из возобновляемых источников энергии.
В ноябре 2024 года главы трёх стран — Узбекистана, Казахстана и Азербайджана подписали соглашение о передаче «зелёной» энергии между странами. В рамках соглашения Азербайджан заявил о прокладке кабеле по дну Чёрного моря для соединения Центральной Азии, Кавказа, Европы, Каспийского и Чёрного морей единым энергокоридором.

### Биогаз
В 2021 году мощность биогаза составляла 1 МВт.

### Биоэнергетика
В 2021 году мощность биоэнергетики составляла 45 МВт.

### Ветроэнергетика
В 2021 году мощность ветроэнергетики составляла 67 МВт.

### Солнечная энергетика
В 2021 году мощность солнечной энергетики составляла 43 МВт.